# خالده ادیب آدیوار
خالده ادیب آدیوار (به ترکی استانبولی: Halide Edib Adıvar)، نویسندهٔ ترک در دوره‌های مشروطیت دوّم و جمهوریت عثمانی است. او به همراه یونس نادی  از بنیانگذاران خبرگزاری آناتولی بود.

## آثار
خالده ادیب در دوران بیش از نیم قرن نویسندگی خود آثار بسیاری پدید آورد که در شش دسته قرار می‌گیرد:

### آثار تحقیقی و فکری
« تاریخ ادبیات انگلیسی» در سه جلد (۱۹۴۰-۱۹۴۹)، تأثیرات شرق، غرب و امریکا در ترکیه، به انضمام « ترکیه به غرب می‌نگرد» و « برخورد شرق و غرب در ترکیه».

### ترجمه‌ها
تاجر ونیزی، که نیمه تمام مانده‌است. هملت، هر طور که بخواهید، کوریولانوس، مزرعه حیوانات از جورج اوروِل، جلد اول « تاریخ شعر عثمانی» از گیب.

### خاطرات
شامل « خاطرات» به زبان انگلیسی ( ۱۳۰۵ش/۱۹۲۶م). آزمایش سخت ترک ( ۱۳۰۷ش/۱۹۲۸م)، خاطرات دورهٔ جنگ رهایی.

### نمایشنامه‌ها
شامل « چوپان‌های کنعان» ( ۱۳۳۶ش/ ۱۹۱۸م) و « ماسک و روح» ( ۱۳۲۴ش/۱۹۴۵م)، این اثر با عنوان « ماسک‌ها یا روح‌ها» ( ۱۳۳۲ش/۱۹۵۳م).

### مجموعه داستان‌ها
شامل « معابد ویران» ( ۱۳۳۰/ ۱۹۱۱)، « گرگِ به کوه برآمده» ( ۱۳۰۱ش/۱۹۲۲)، « از ازمیر تا بورسه» (با داستان‌هایی از سه نویسندهٔ دیگر) ( ۱۳۰۱ش/ ۱۹۲۲)، « صدای خوشِ مانده در گنبد» ( ۱۳۵۳ش/ ۱۹۷۴).

### رمان‌ها
جودت قدرت، رمان‌های وی را از نظر موضوع به سه دسته تقسیم کرده‌است:
- رمان‌های تحلیل روانی، چون:« سِویه طالب»، « خندان»، « موعود حکم» ( حکم موعود)، « قلب آغریسی» ( درد قلب)
- رمان‌های سیاسی، چون :« آتشدن گوملک» ( پیراهن آتشین)
- رمان‌های سنن و رسوم یا رمان‌های اجتماعی چون :« بقّال مگسدار»، « بازار مکّارهٔ بی‌انتها»، « کمدی کوچهٔ عشق»